# Rudolf Tesmann
Rudolf Tesmann (* 29. März 1910 in Stettin; † 17. Januar 2005 in Düsseldorf) war ein deutscher SS-Obersturmbannführer. Nach dem Krieg wurde er Mitglied des Präsidiums des Wirtschaftsrats der CDU.

## Leben
Tesmann studierte an der Universität Göttingen Rechtswissenschaft und wurde 1928 Mitglied des Corps Teutonia. Bereits lange vor 1933 trat er in die Nationalsozialistische Deutsche Arbeiterpartei (Mitgliedsnummer 391.609) und in die Schutzstaffel (Mitglieds-Nr. 277.331) ein. 1936 trat er in die NSDAP/AO ein und wurde im selben Jahr Hauptscharführer in der SS. Im Januar 1937 wurde er Adjutant von Ernst Wilhelm Bohle, dem Leiter der NSDAP/AO. Ab 1943 war er SS-Obersturmbannführer. Von März 1944 bis Kriegsende war er Verbindungsmann zu Reichsleiter Martin Bormann. Er wurde nach Kriegsende interniert und freundete sich mit Helmut Horten an, der ihm 1948 zu einer Stellung als Generalbevollmächtigter in seinem Kaufhaus verhalf. Er war außerdem Vorstandsmitglied der Seestern AG für Transport und Versicherung. Tesmann war Mitglied des Präsidiums des Wirtschaftsrats der CDU. Das Corps Neoborussia-Berlin zu Bochum verlieh ihm 1968 das Band. Beerdigt ist er auf dem Nordfriedhof (Düsseldorf).